# Khidir
Khidir (dari: خِدیر) är ett distrikt i Afghanistan. Det ligger i provinsen Daykondi, i den centrala delen av landet, 300 kilometer väster om huvudstaden Kabul.
Distriktet beräknades år 2022 ha cirka 55 000 invånare.